# 鍬下年季
鍬下年季（くわしたねんき・くわおろしねんき）とは、江戸時代、新田開発当初から村高に登録されるまでの、年貢徴収免除期間。
新田開発を奨励するため、一定の期間（ほとんどの場合が3-5年、まれに10-20年の場合もあった）、租税を免除し、あるいは軽減し、作物制限を緩めたりして、地主の切り取り分とした。年季明けの翌年、検地が行われ、石盛が定められ、納税地となった。
また、明治17年（1884年）の地租条例における措置で、開墾が成功して地目（用途別土地の分類）が変換されるまで、原地価に基づいて地租を徴収する30年以内の期間も「鍬下年季」と呼んだ。